# EE-11 Urutu
L'EE-11 Urutu è un veicolo trasporto truppe anfibio, sviluppato e prodotto dalla brasiliana Engesa a partire dagli anni '70. Ha configurazione 6x6 e un'ampia varietà di armamenti. Condivide alcuni elementi del telaio e della trasmissione con l'EE-9 Cascavel, sviluppato congiuntamente. Il nome Urutu deriva da una specie di serpente diffusa in Brasile.

## Sviluppo
A partire dal 1970 la Engesa di San Paolo, già impegnata con successo nella trasformazione di veicoli a trazione parziale 4x2 e 6x4 in mezzi a trazione integrale, iniziò a progettare un mezzo blindato con le stesse elevate caratteristiche di mobilità fuoristrada che era riuscita a dare ai suoi veicoli. Queste caratteristiche vertevano sia nella trazione integrale che nelle eccellenti sospensioni Boomerang, capaci di elevata escursione e quindi di mantenere le ruote aderenti al terreno.
Le esigenze delle forze armate nazionali vennero quindi soddisfatte dal nuovo mezzo che rapidamente entrò in produzione, nel 1974. Ai bisogni nazionali si aggiunsero ben presto gli ordini export.
Lo scafo dell'EE-11 è dotato di meccanica e sospensioni simili, con molti componenti uguali, a quelle della blindo EE-9 Cascavel. La disposizione è invece del tutto diversa per lo spostamento in avanti del motore, che è davanti a destra, con il pilota a sinistra e lo scomparto truppa dietro.
Le pareti del veicolo sono costruite in acciaio balistico, con piastre saldate. La truppa entra da un portello laterale tra il primo e il secondo asse delle ruote, oppure dai 2 portelli posteriori, ora che tale parte dello scafo, differentemente dal Cascavel, è stata liberata dal gruppo propulsore. Sul tetto dello scomparto truppa esistono 2 coppie di portelli, che aiutano sia a operare dal veicolo che eventualmente a ricambiare meglio l'aria nei climi torridi in cui il mezzo opera normalmente. Sul davanti dei portelli vi è l'armamento, basicamente costituito da una mitragliatrice Browning M2 da 12,7 mm in installazione a candeliere o circolare. Altri armamenti disponibili comprendono una torretta con cannone da 20 mm e mitragliatrice coassiale, una mitragliatrice leggera con lanciamissili MILAN e nel tipo più pesante, una torretta con cannone da 90 mm simile a quella della Cascavel, ma senza gabbione portadotazioni posteriore e con cannone a corto rinculo.
Il tipo di meccanica comprende 3 assali a trazione integrale, con uno spazio rilevante tra il primo e il secondo per le portiere laterali, abbinati ad un motore americano diesel con trasmissione manuale. Esistono 2 idrogetti che permettono il movimento in acqua a 8 km/h.
IL tipo EE-11 Mk 2 è apparso pochi anni dopo per migliorare le prestazioni del mezzo base, con possibilità di scegliere tra il Detroit e un modello Mercedes, assieme ad una trasmissione automatica, mentre è stata introdotta una caratteristica tipica dei mezzi sovietici, un sistema di regolazione degli pneumatici.
Gli armamenti sono stati perfezionati e adesso, oltre al mezzo base vi sono sistemi specializzati come quello controcarro con missili HOT a lunga gittata, il veicolo contraereo con torretta ESD e 2 cannoni da 20 mm, e infine il sistema di supporto di fuoco, l'ASFV, che consiste in uno dei tanti tipi di mezzi della categoria armato con cannone da 90 mm in torretta biposto. Vi sono anche mezzi ausiliari, come quello recupero ed ambulanza.

## Servizio
Gli Urutu sono ben presto diventati molto popolari, e hanno trovato, spesso assieme alla Cascavel, molti clienti per questo veicolo tra i pochi prodotti da un Paese del Terzo Mondo. Tra i clienti, l'Iraq e la Tunisia, che ha la versione ASFV come mezzo da combattimento e supporto.

## Operatori
Angola
- Exército Angolano

 Bolivia
- Ejército de Bolivia

24 acquistati nel 1978.
 Brasile
- Exército Brasileiro

217 consegnati a partire dal 1973. 134 in servizio nel 2022, in fase di dismissione.
- Corpo de Fuzileiros Navais

6 consegnati nel 1973.
- Batalhão de Operações Policiais Especiais

3 donati dall'esercito brasiliano nel 2018.
- Departamento Penitenciário Nacional

2 trasferiti dall'esercito brasiliano in servizio dal 2020.
 Cile
- Ejército de Chile

37 acquistati nel 1975.
 Colombia
- Ejército Nacional de Colombia

56 acquistati.
 Ecuador
- Ejército Ecuatoriano[11]

 Emirati Arabi Uniti

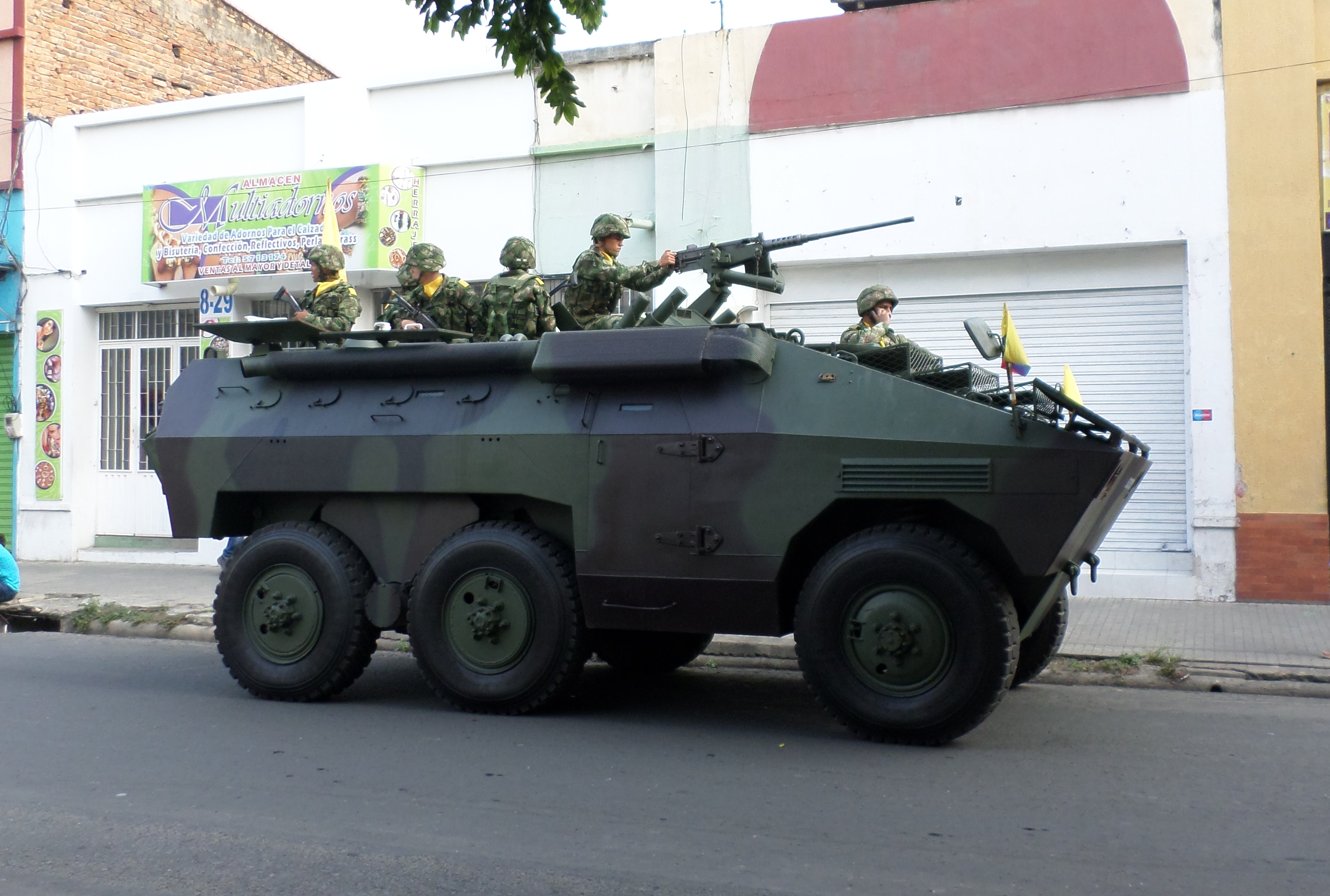
Un EE-11 dell'esercito colombiano a Cúcuta

- Esercito degli Emirati Arabi Uniti
- Polizia di Dubai[12]

 Gabon
- Esercito gabonese

 Giordania
- Gendarmeria giordana[13]

 Guyana
- Guyana Defence Force

 Iraq
- Al-Quwwat al-Barriyya al-ʿIrāqiyya

148 acquistati tra il 1980 e il 1988.
 Libia
- Esercito libico

Ritirati all'inizio degli anni 2000.
 Paraguay
- Ejército Paraguayo

8 in dotazione nel 2017, di cui alcuni fuori servizio a causa di carenza di manutenzione.
 Senegal
- Gendarmerie nationale[17]

 Suriname
- Esercito del Suriname

16 acquistati nel 1983.
 Tunisia
- Esercito tunisino

18 in servizio nel 2019.
- Guardia nazionale[13]

 Uruguay
- Esercito uruguaiano

11 donati dal Brasile nel 2022.
 Venezuela
- Infantería de Marina

38 acquistati nel 1984.
 Zimbabwe
- Zimbabwe National Army[22]